# Unidos de Cosmos
Grêmio Recreativo Escola de Samba Unidos de Cosmos (ou simplesmente Unidos de Cosmos) é uma escola de samba da Zona Oeste da cidade do Rio de Janeiro. Foi fundada no dia 1 de janeiro de 1948.
De 2003, ano em que voltou a desfilar, até 2012, foi considerada a escola de samba mais antiga da zona oeste em atividade, posto que perdeu com a volta da Unidos de Bangu.

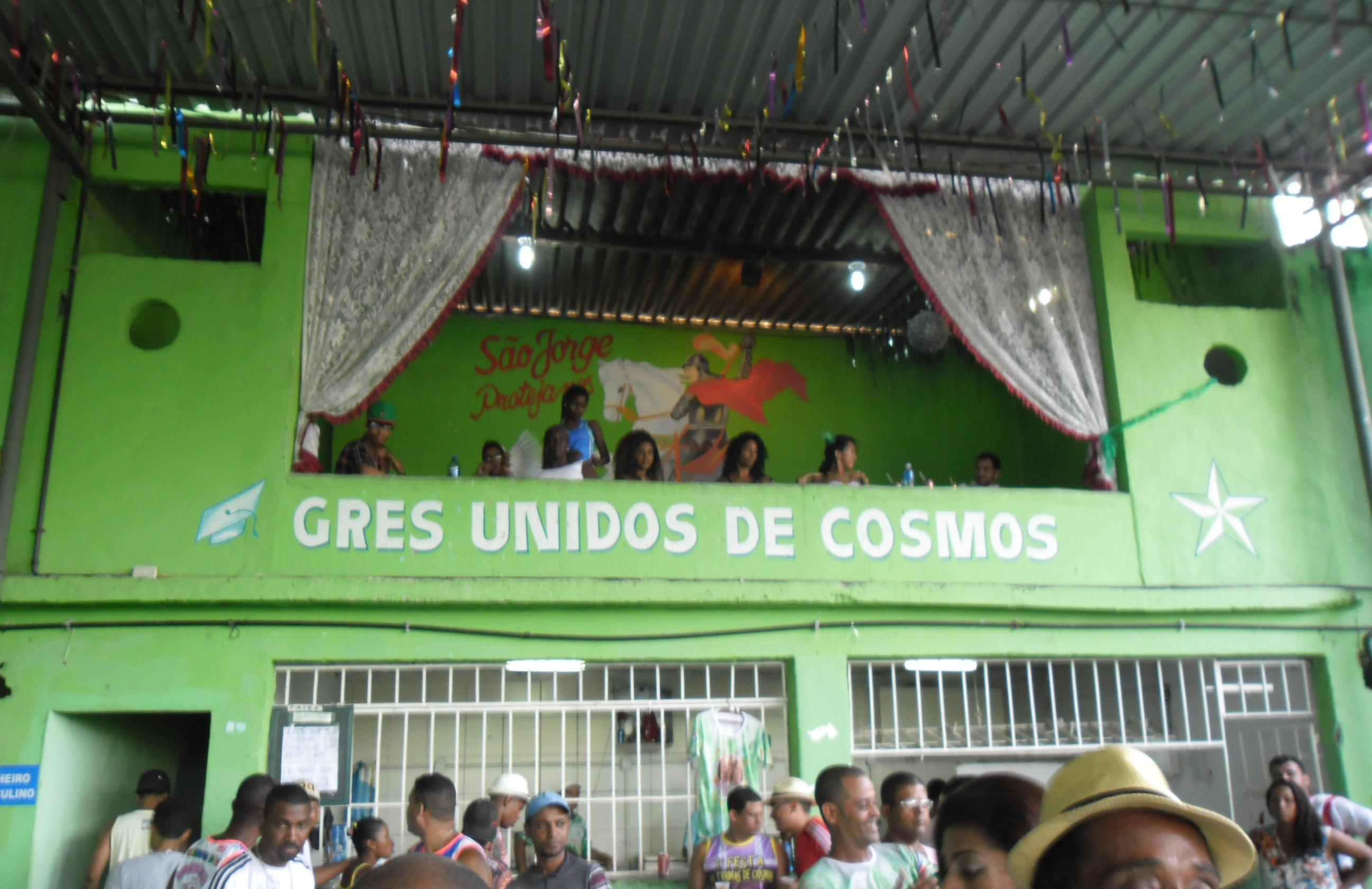
Quadra da escola em 2012.

A quadra da escola, onde também funciona sua sede, se localiza na Rua Iguaraçu, número 191, no bairro carioca de Cosmos. O barracão funciona na Rua Carlos Xavier, no bairro Campinho.

## História
A agremiação surgiu no ano de 1948, a partir do antigo Bloco Carnavalesco União de Cosmos, fundado dois anos antes, e que possuía como suas cores o azul e o branco. Entre os principais fundadores da Unidos estão: Oswaldo Augusto Albuquerque, José Lima, Francisco Hilário Gomes, Isaac Barbosa, Seu Artur, e o compositor luso-brasileiro Adelino Moreira, que compôs os primeiros sambas, até a formação da ala de compositores da escola em 1950. Adelino era filho do Comendador Serafim Sofia, que estimulou a criação da escola e doou o terreno para construção da quadra.
A partir do primeiro carnaval após a sua fundação, a escola desfilou na Praça Onze, quando apresentou o enredo "Vitória-régia". Por ser uma agremiação pequena, de bairro afastado do centro da cidade, acabou ficando, após o carnaval de 1952, fora das competições oficiais. Desfilou de 1953 a 1968 nos carnavais de Campo Grande, Santa Cruz e Itaguaí.
Em 1969, desfilou novamente na Praça Onze, ainda filiada à Confederação Brasileira das Escolas de Samba, que segundo seus integrantes, não lhe dava apoio. Sem subvenção, o desfile foi feito para garantir a vaga no Carnaval de 1970. No entanto, a confederação não oficializou sua apresentação, e a Unidos de Cosmos decidiu filiar-se à Associação das Escolas de Samba da Cidade do Rio de Janeiro, começando a desfilar oficialmente no ano de 1971.
Em 1992, a Unidos de Cosmos foi suspensa da Associação por ficar na última colocação. Tentou retornar em 1998, mas não foi aprovada na avaliação da AESCRJ.
Em 2003, conseguiu se filiar novamente e desfilar com as escolas do grupo E obtendo a 2ª colocação e subindo de grupo. Nos anos seguintes a escola se manteve no grupo D obtendo a 6ª colocação.
Em 2009, a agremiação apresentou um desfile em homenagem ao ex-prefeito Pedro Ernesto, contando sua trajetória como médico e político, a defesa da cultura popular e a perseguição que sofrera por opositores, além de sua importância para o mundo do samba. Na concentração, integrantes homenagearam a deputada Cida Diogo (chamada de "nossa madrinha"), além de outros políticos do Partido dos Trabalhadores. O abre-alas trouxe um mosquito laranja representando a parte do samba que dizia "epidemias, ratos mosquitos em sinfonia", mostrando o trabalho de Pedro Ernesto no combate às doenças epidêmicas. Por fim, a escola classificou-se em 9°lugar com 157 pontos, permanecendo no mesmo grupo para 2010.

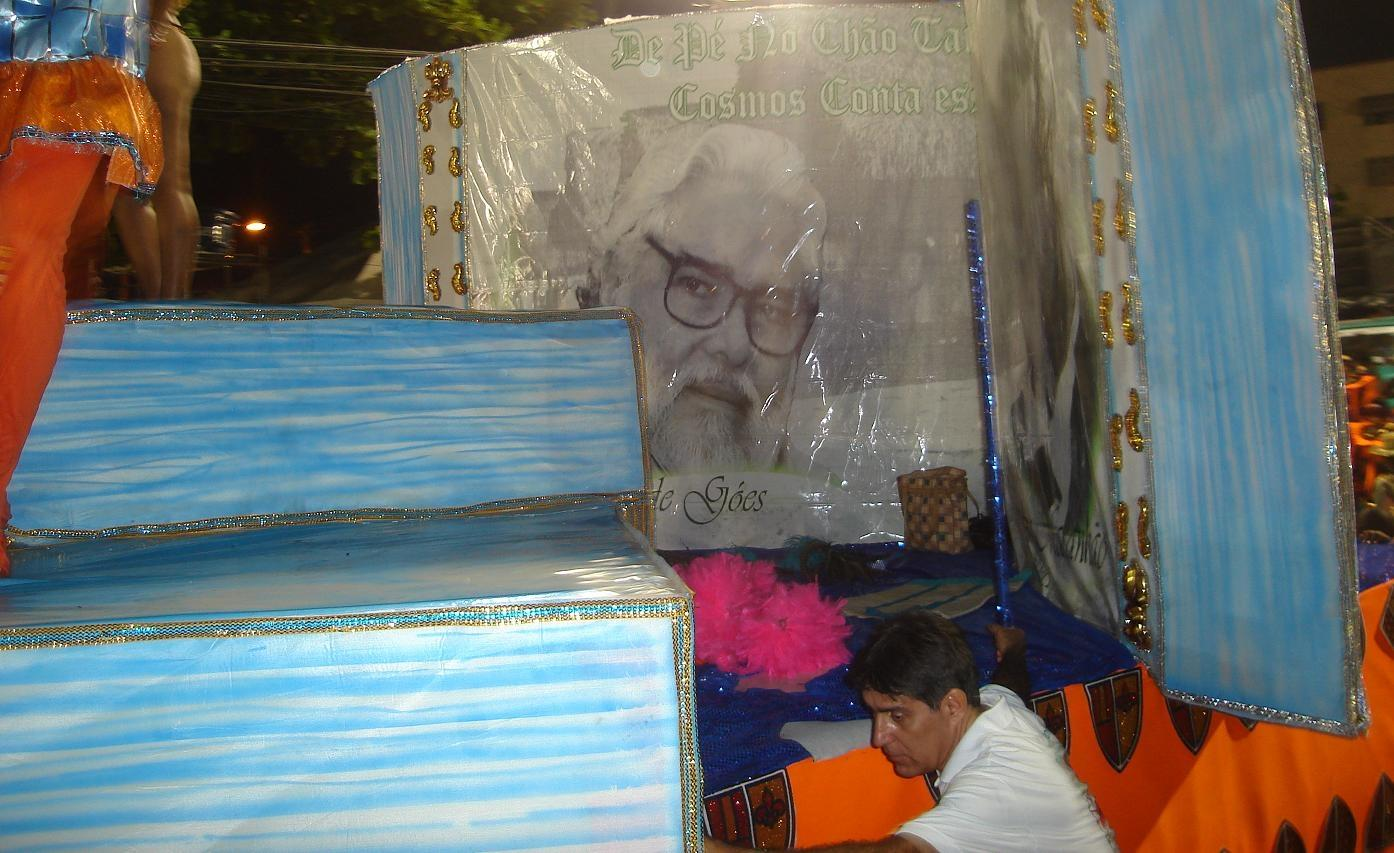
Alegoria em homenagem a Moacyr de Goés, no carnaval de 2010.

Em 2010, seguindo a mesma linha, a escola trouxe novo enredo sobre personagens ligados à cultura popular, entre os quais o educador Moacyr de Góes, que desenvolveu projetos educacionais em Natal, no Rio Grande do Norte; o refrão do samba dizia "De pé no chão também se aprende a ler, na escola de palha aprendi o ABC", e foi considerado acima da média pela crítica. Durante a apresentação, a escola mostrou como o trabalho foi perseguido pela Ditadura Militar. Com muitos problemas durante seu carnaval, acabou rebaixada.
Logo após o carnaval, anunciou o pré-sal em seu enredo para 2011. Ao abordar a história do petróleo através dos séculos, desde sua descoberta na Mesopotâmia, passando pelo Campo de Riacho Doce e Monteiro Lobato, que previu que havia petróleo no Brasil, a escola utilizou os personagens do Sítio do Picapau Amarelo, obra-prima de Lobato, para falar da exploração do petróleo no país, terminando com a defesa dos royalties do Petróleo para o Rio de Janeiro, e da posse do pré-sal pelo governo brasileiro. Apesar de obter apenas o sétimo lugar, a escola conquistou dois prêmios Samba Show: melhor intérprete (Sandrinho do Beco), e melhor samba-enredo.
Em 2012, a escola falou sobre o cosmonauta soviético Yuri Gagarin, fazendo um trocadilho entre o nome da agremiação e a profissão do homenageado. O desfile contou com a volta do carnavalesco Raphael Ladeira. Para o ano seguinte, o então presidente Professor Geraldo, em seu último ano de mandato, mantendo a linha de enredos de esquerda, anunciou como homenageado de seu carnaval o revolucionário brasileiro Apolônio de Carvalho. Indicou como candidato da situação Clélio Rafael Junior, diretor de harmonia e compositor vencedor dos sambas em três dos últimos quatro anos, que foi aclamado presidente, por não haver chapa de oposição. No entanto, a nova diretoria decidiu alterar o enredo e homenagear a ex-primeira-dama e ex-carnavalesca da Santa Cruz, Rosele Nicolau, falecida em março de 2009. Após uma eliminatória relâmpago, com apenas duas apresentações e uma final com sete sambas, a diretoria fundiu três obras. Na letra do samba final, referências a enredos que tiveram a participação de Rosele, tais como o 1998 ("O Exagerado Cazuza, nas Terras de Santa Cruz") e 2002 ("Papel - Das Origens à Folia - História, Arte e Magia") Décima escola a desfilar na terça-feira de Carnaval, a Unidos de Cosmos obteve a quarta colocação.
Para o Carnaval de 2014, foi anunciado como novo diretor geral de harmonia Lucio Naval. A diretoria da agremiação decidiu homenagear no Carnaval seguinte o político e secretário municipal de Mangaratiba, José Madeira. Após uma rápida eliminatória de samba-enredo com grande número de sambas concorrentes, na final de samba, novamente houve uma fusão, desta vez entre duas composições. José Madeira, que esteve presente na festa de aniversário da agremiação, em janeiro, e desfilou na última ala do desfile.
Em 2015, contou a história de seu bairro e em 2016 homenageou em seu Carnaval o compositor Zé Glória.
Em 2020, com a reorganização dos grupo da Intendente, acabou passando para a quarta divisão do Carnaval. Naquele ano, com um enredo abordando a diversidade religiosa, acabou em último lugar de seu grupo, sendo rebaixada para o desfile do grupo de avaliação, no sábado pós-Carnaval. A diretoria anunciou para 2021 um enredo em homenagem ao deputado federal Pedro Paulo. Uma vez que o Carnaval seguinte não foi realizado, devido à pandemia de Covid-19, o enredo passou a ser mantido para o desfile do ano seguinte. Em maio de 2021, a escola passou por um conturbado processo eleitoral, onde no dia 30 de maio, a assembleia que elegeria a nova diretoria acabou cancelada, devido a divergências quanto a quem poderia ou não votar e compor chapas, até que a Polícia Militar terminou a eleição devido à falta de autorização para realização da eleição no período de pandemia. A data da nova eleição chegou a ser remarcada mais duas vezes, e as chapas esboçaram judicializar a questão, até que em setembro, o então presidente Rafael Júnior abriu mão, e Souza Júnior foi empossado o novo presidente.

## Segmentos

### Presidência
| Presidente                                  | Mandato                             | Referência          |
| ------------------------------------------- | ----------------------------------- | ------------------- |
| Izaque Barbosa e Oziel                      | 1949 - 1989                         | [ 20 ]              |
| Alcir Soares e Oziel                        | 1990                                | [ 20 ]              |
| Benedito Oliveira Grijó                     | 1991                                | [ 20 ]              |
| Jorge Pimenta                               | 1992 - 1993                         | [ 20 ]              |
| Epemeniz Lourenço                           | 1994 - 1996                         | [ 20 ]              |
| José Geraldo dos Santos (Professor Geraldo) | 2003 - 2012                         | [ 20 ]              |
| Rafael Júnior                               | 2012 - 19 de setembro de 2021       | [ 3 ] [ 21 ] [ 22 ] |
| Souza Júnior                                | 19 de setembro de 2021 - atualidade |                     |

### Diretores
| Ano         | Diretor de Carnaval | Diretor geral de harmonia | Mestre de bateria            | Ref.                 |
| ----------- | ------------------- | ------------------------- | ---------------------------- | -------------------- |
| 2013        | Eduardo Barros      | Elson                     | Clayton Nascimento           | [ 23 ]               |
| 2014        | Eduardo Barros      | Lúcio Naval               | Léo Moura                    |                      |
| 2015        | Eduardo Barros      | Lucio Naval               | Mestre Márcio                | [ 24 ]               |
| 2016        | Val Alfa            | Luiz Alberto              | Márcio André e Marcos Mattos | [ 25 ]               |
| 2017        | Val Santos          | Marilza Silvério          | Márcio André                 | [ 21 ] [ nota 1 ]    |
| 2018 - 2019 | Val Alfa            | Marilza Silvério          | Márcio André                 | [ 26 ] [ 26 ] [ 27 ] |
| 2020        | Cleide Índia        | Sombra de Cosmos          | Léo Tinoco                   | [ 22 ]               |
| 2022        | Willian Picote      | Elson Bragança            | Márcio André                 | [ 22 ]               |

### Comissão de Frente
| Coreógrafo(a) | Período                  | Referências   |
| ------------- | ------------------------ | ------------- |
| 2013          | Luciano Abrahão          | [ 28 ]        |
| 2016 - 2017   | Fernando Bersot          | [ 21 ]        |
| 2018-2019     | Alexandre Souza Medeiros | [ 26 ] [ 27 ] |
| 2020          | Rodrigo Gomes            | [ 22 ]        |
| 2022          | Maurício Osborne         |               |

### Casal de Mestre-sala e Porta-bandeira
| Período     | Nome                          | Referência |
| ----------- | ----------------------------- | ---------- |
| 2010        | Ewerton e Suelen              | [ 29 ]     |
| 2013 - 2014 | Samuel e Suelen               | [ 23 ]     |
| 2015        | Fábio Júnior e Suelen         |            |
| 2016 - 2017 | José Mauro e Suelen           | [ 21 ]     |
| 2018        | Júlio César e Tamires Ribeiro | [ 30 ]     |
| 2020        | Zé Mauro e Jéssica Machado    | [ 22 ]     |

### Corte de Bateria
| Período   | Rainha            | Madrinha       | Rei              | Ref.   |
| --------- | ----------------- | -------------- | ---------------- | ------ |
| 2007      | Renata Frederico  |                |                  |        |
| 2010      | Carol Agnello     |                |                  |        |
| 2011-2012 | Gabriela Monsores | Carol Agnello  |                  | [ 29 ] |
| 2013      | Thamirez Queiroz  |                |                  | [ 23 ] |
| 2014      | Thamires Queiroz  | Dayana Nolasco |                  |        |
| 2015-2016 | Thamires Queiroz  | Mônica Rocha   | Glauner Bandeira | [ 31 ] |
| 2017      | Tayane Rafael     | Mônica Rocha   |                  | [ 32 ] |
| 2018      | Milli Morena      | Mônica Rocha   |                  | [ 30 ] |
| 2019      | Thaty Mitchell    | Mônica Rocha   |                  | [ 33 ] |
| 2020      | Lasleine Onorato  | Mônica Rocha   |                  | [ 22 ] |
| 2022      | Lasleine Onorato  |                | Glauner Bandeira | [ 2 ]  |

### Intérpretes
| Período   | Intérprete oficial                               | Ref.          |
| --------- | ------------------------------------------------ | ------------- |
| 1981-1992 | Celso Carioca                                    |               |
| 2003      | Luiz de Lima, Paulo Gatão, Quinzinho e Joel Rios |               |
| 2004      | Jota Paixão                                      |               |
| 2005-2006 | Aluisio Madrugada e Levi                         |               |
| 2007      | Daniel Silva                                     |               |
| 2008      | Aurélio Brito e Quinzinho                        |               |
| 2009–2011 | Sandrinho do Beco                                | [ 34 ]        |
| 2012      | Aurélio Brito                                    | [ 35 ]        |
| 2013–2018 | Fabrício Alves                                   | [ 21 ] [ 26 ] |
| 2019-2020 | Fabrício Alves e Aurélio Brito                   | [ 22 ] [ 27 ] |
| 2022      | Rogério Santos                                   |               |

## Carnavais
| GRES Unidos de Cosmos                                                                                                 | GRES Unidos de Cosmos                                                                                                 | GRES Unidos de Cosmos                                                                                                 | GRES Unidos de Cosmos | GRES Unidos de Cosmos                                                                                                 | GRES Unidos de Cosmos |
| Ano | Colocação | Grupo | Enredo | Carnavalescos | Ref.                  |
| --- | --- | --- | --- | --- | --------------------- |
| 1949 | | Campo Grande | "Grito do Ipiranga" | |                       |
| 1950 | 29.º Lugar | 1 | "Tardes de verão" | |                       |
| 1951 | | Campo Grande | "Vaidade Século XX" | |                       |
| 1952 | | Campo Grande | "Viva a Marinha" | |                       |
| 1953 | | Campo Grande | "Violões em funeral" | |                       |
| A escola não desfilou em 1954 e 1955                                                                                  | | | | |                       |
| 1956 | | Campo Grande | "Deusa do Mar" | |                       |
| A escola não desfilou entre 1957 a 1961                                                                               | | | | |                       |
| 1962 | | Santa Cruz | "Inferno verde" | |                       |
| 1963 | | Santa Cruz | "Batalha do Tuiuti" | |                       |
| 1964 | | Santa Cruz | "Escrava Isaura" | |                       |
| 1965 | | Itaguaí | "Homenagem ao IV centenário do Rio de Janeiro" | |                       |
| 1966 | | Itaguaí | "Batalhadora dos Guararapes" | |                       |
| 1967 | | Itaguaí | "Exaltação ao Colégio D. Pedro II" | |                       |
| A escola não desfilou entre 1968 a 1970                                                                               | | | | |                       |
| 1971 | 9.º Lugar | Grupo 3 | "Exaltação ao negro brasileiro" | | [carece de fontes?]   |
| 1972 | 6.º Lugar | Grupo 3 | "Epopeia carioca" | | [carece de fontes?]   |
| 1973 | 12.º Lugar | Grupo 3 | "Na trilha do gigante" | | [carece de fontes?]   |
| 1974 | 11.º Lugar | Grupo 3 | "Momo em todos os tempos" | |                       |
| 1975 | 12.º Lugar | Grupo 3 | "Samba e fantasia no reino das borboletas" | | [carece de fontes?]   |
| 1976 | 9.º Lugar | Grupo 3 | "Candomblé, culto a magia afro-brasileira" | | [carece de fontes?]   |
| 1977 | 8.º Lugar | Grupo 3 | | | [ 36 ]                |
| 1978 | 16.º Lugar | Grupo 3 | "Os jangadeiros nordestinos" | | [ 36 ]                |
| 1979 | 7.º Lugar | Grupo 2B | "Bahia terra de Caymmi" | | [carece de fontes?]   |
| 1980 | 6.º Lugar | Grupo 2B | "O Brasil também é criança" | | [carece de fontes?]   |
| 1981 | 4º Lugar | Grupo 2B | Enfim a felicidade | Ney Ayan | [carece de fontes?]   |
| 1982 | 5º Lugar | Grupo 2B | Numa noite, um dia no Rio | Luiz Fernando Reis | [carece de fontes?]   |
| 1983 | 7º Lugar | Grupo 2B | Como era bom, homenagem a Ataulfo Alves | | [carece de fontes?]   |
| 1984 | 5º Lugar | Grupo 2B | Carnaval do passado | | [carece de fontes?]   |
| 1985 | 6º Lugar | Grupo 2B | Chegou o General da Banda | | [ 36 ]                |
| 1986 | 4º Lugar | Grupo 2B | Guerreiro verde | | [ 36 ]                |
| 1987 | 12º Lugar | Grupo 3 | Isso que é viver | | [ 36 ]                |
| 1988 | 8º Lugar | Grupo 4 | 50 anos da vida artística de Nelson Gonçalves | | [ 36 ]                |
| 1989 | 6º Lugar | Grupo 4 | Arigatô 80 anos, Brasil | | [ 36 ]                |
| 1990 | 7º Lugar | Desfile de Avaliação                                                                                                  | Alegria, alegria, carnaval dos carnavais | | [ 36 ]                |
| 1991 | 8º Lugar | Desfile de Avaliação                                                                                                  | Lecy Brandão, a musa inspiradora | | [ 36 ]                |
| 1992 | 9º Lugar | Desfile de Avaliação                                                                                                  | Aonde o samba fala mais alto com portas abertas - Rubens Berardi | | [ 36 ]                |
| A escola não desfilou em 1993 a 1997                                                                                  | | | | |                       |
| 1998 | | Desfile de Avaliação                                                                                                  | A dinastia negra | Comissão de Carnaval                                                                                                  | [ 36 ]                |
| A escola não desfilou em 1999 a 2002                                                                                  | | | | |                       |
| 2003 | Vice-campeã | Grupo E (sexta divisão)                                                                                               | "Cosmos 5.5 reverencia Heitor dos Prazeres" (Samba-enredo composto por Eloy, Luiz de Lima, Paulino e J. Paixão) | Comissão de Carnaval (José Geraldo dos Santos, Jorge Veríssimo e Mestre Saul)                                         |                       |
| 2004 | 6.º Lugar | Grupo D (quinta divisão)                                                                                              | "Cosmos viaja nos sonhos de Ney Roriz sem medo de ser feliz" (Samba-enredo composto por Ditao, Marquinho Bombeiro, Doutor, Eli Penteado e Fernando de Lima) | José Geraldo dos Santos                                                                                               |                       |
| 2005 | 6.º Lugar | Grupo D (quinta divisão)                                                                                              | "Com a fina flor do samba, Cosmos pede passagem" (Samba-enredo composto por Rafael, Daniel Silva, Humberto, Aluysio Madrugada e Luciano) | Reinaldo Silveira |                       |
| 2006 | 6.º Lugar | Grupo D (quinta divisão)                                                                                              | "Cosmos faz a festa na Intendente" | Comissão de Carnaval                                                                                                  |                       |
| 2007 | 11.º Lugar | Grupo D (quinta divisão)                                                                                              | "Sou Cosmos 100% negro, da abolição aos dias atuais" | Wagner Silva e Osmar Costa                                                                                            |                       |
| 2008 | 3.º Lugar | Grupo D (quinta divisão)                                                                                              | "O sertão carioca está em festa, parabéns Cosmos, 60 anos de samba!" (Samba-enredo composto por Fábio Santana, G. Rios, Bira Nota 10, Renatinho e Marquinhos Imperial)                                                                                                | Comissão de Carnaval (Raphael Ladeira, Flávio Almeida e José Geraldo dos Santos)                                      |                       |
| 2009 | 9.º Lugar | Grupo RJ-2 (quarta divisão)                                                                                           | "Tem prefeito no samba, e o Dr. Pedro Ernesto nos braços do povo" (Samba-enredo composto por Rafael Junior, Anderson Augusto & Geraldo) | Raphael Ladeira e Flávio Almeida                                                                                      | [ 37 ]                |
| 2010 | 12.º Lugar | Grupo RJ-2 (quarta divisão)                                                                                           | "De pé no chão também se aprende a ler, Cosmos conta essa história popular" (Samba-enredo composto por Rafael Jr, Anderson, D. Maria e Geraldo Vitorino) | Raphael Ladeira |                       |
| 2011 | 7.º Lugar | Grupo D (quinta divisão)                                                                                              | "Do Reino das Águas de Monteiro Lobato ao ouro negro do Pré-Sal, Cosmos desvenda a saga do Petróleo" (Samba-enredo composto por Rafael Júnior, D. Maria, Geraldo Vitorino, Abraão e Jorge Matias de Oliveira)                                                         | Comissão de Carnaval (Verônica, André e Flávio Almeida)                                                               | [ 10 ] [ 38 ]         |
| 2012 | 8.º Lugar | Grupo D (quinta divisão)                                                                                              | "Yuri Gagarin, de volta ao Cosmos" (Samba-enredo composto por Laio, Lelo, Camillo e Hugo Tamborim) | Raphael Ladeira | [ 39 ]                |
| 2013 | 4.º Lugar | Grupo D (quinta divisão)                                                                                              | "Rosele Nicolau brilha no Cosmos. A eterna estrela da Zona Oeste" (Samba-enredo composto por Dodo, Bola na Rede, Naval, Toninho, Tizil, Preza, Geleira, Pc Teixeira, J Miúda, Ivo Imperial, P Cacuia e Madalena)                                                      | Sylvio Cunha e Lane Santana                                                                                           | [ 40 ]                |
| 2014 | 5.º Lugar | Grupo D (quinta divisão)                                                                                              | "Em Mangaratiba tem madeira de lei, um compromisso com todos" (Samba-enredo composto por André Felix, Rony, Lelei, Xandon, Tá na área, Gil Lessa, Douglas Ramos, Flavinho do Agogô, Léo do Tamborim e Jack Topete)                                                    | Comissão de Carnaval                                                                                                  | [ 41 ]                |
| 2015 | 4.º Lugar | Série D (quinta divisão)                                                                                              | "Cosmos no meu coração!" (Samba-enredo composto por André Felix, André Filosofia, Shabba Do Pandeiro, Evinho, Roni Remandiola, Léo Peres, André Do Upa, Alexandre Peres, Tom. Intérprete: Fabrício Alves)                                                             | Hermes Cavalcante, José Geraldo dos Santos, Ney Lanzellotti e Rafael Abrahão                                          | [ 35 ]                |
| 2016 | 7.º Lugar | Série D (quinta divisão)                                                                                              | "Sob o brilho da estrela, a glória do compositor!" (Samba-enredo composto por Flavinho do Agogô, Filósofo LV, Diley Nocera, Jefersson, Rey, André Baiacu, André Félix, Ricardo Simpatia, Rony Remandiola, Beto BR e Rodney de Figueiredo. Intérprete: Fabrício Alves) | Eduardo Gomes | [ 42 ]                |
| 2017 | 7.º Lugar | Série D (quinta divisão)                                                                                              | "Ao mestre com carinho" (Samba-enredo composto por Douglas Ramos, Nito de Souza, Danilo Martins, Igor Pagodinho, Dudu Talento, William Picote, Carlinho Calixto, Gilmar Lemos, Raphael Okrek e Segundinha.                                                            | Eduardo Gomes | [ 32 ]                |
| 2018 | 9º Lugar | Série D (quinta divisão)                                                                                              | "Meu Brasil Guerreiro. Salve o Povo Devoto e Festeiro" Compositores:Tom Moreno, Flavinho do Agogô, Dú Black, Bill Gato e Jorge Matias de Oliveira | Alex Porfírio | [ 26 ] [ 30 ] [ 43 ]  |
| 2019 | 10º Lugar | Série D (quinta divisão)                                                                                              | "O Nordeste que ninguém viu! Do gelo emergiu o tesouro do Brasil" Coompositores: Flavinho Do Agogô, Geraldo Vitorino, Negro Didio, Nito De Souza, Rodrigo e Tom Moreno                                                                                                | Alex Porfírio | [ 27 ]                |
| 2020 | 12° Lugar (Rebaixada)                                                                                                 | Acesso da Intendente (quarta divisão)                                                                                 | Um canto de fé, contra a intolerância Compositores:Tom Moreno, Flavinho Agogô, Rodrigo Santos, Nito de Souza, Fábio Professor, Geraldo Vitorino, Leandro Rocha, Aurélio Brito, Rodrigo Tinoco, Claudio Brow e Miguelzinho PQD                                         | Alex Porfírio | [ 22 ] [ 44 ]         |
| Inicialmente adiados para o mês de julho, os desfiles do Carnaval 2021 foram cancelados devido a pandemia de Covid-19 | Inicialmente adiados para o mês de julho, os desfiles do Carnaval 2021 foram cancelados devido a pandemia de Covid-19 | Inicialmente adiados para o mês de julho, os desfiles do Carnaval 2021 foram cancelados devido a pandemia de Covid-19 | Inicialmente adiados para o mês de julho, os desfiles do Carnaval 2021 foram cancelados devido a pandemia de Covid-19 | Inicialmente adiados para o mês de julho, os desfiles do Carnaval 2021 foram cancelados devido a pandemia de Covid-19 | [ 45 ]                |
| 2022 | 11° Lugar | Grupo de Avaliação (quinta divisão)                                                                                   | Pedro Paulo "nos Braços do Povo" Compositores: Lúcio Naval, André Diniz, Evandro Bocão, Nito de Souza, Ricardo Simpatia, Zé Glória, Beto BR, Tony Negão e Heron Salvini.                                                                                              | Raphael Ladeira | [ 46 ]                |
| 2023 | 5º Lugar | Grupo de Avaliação (quinta divisão)                                                                                   | "Aku Odun Tuntun, à beira-mar" Compositores: Flavinho Bento, Bruno Braga, Rodrigo Tinoco, Guto Listo, Rodrigo Medeiros, Bruno Serrinha e Jailton Russo | Raphael Ladeira | [ 47 ]                |
| 2024 | 3º Lugar | Série Bronze (Segunda-feira) (quarta divisão)                                                                         | A Revolução da Bicharada Compositores: Douglas Ramos, Nito de Souza, Miguelzinho PQD, Dudu Talento, Rogério Freire e William Picote. | Raphael Ladeira | [ 48 ]                |
| 2025 | 3º Lugar | Série Bronze (Sexta-feira) (quarta divisão)                                                                           | Eu Quero (Reedição do enredo de 1986 do Império Serrano) Compositores: Aluízio Machado, Jorge Nóbrega e Luís Carlos do Cavaco). | Raphael Ladeira | [ 49 ]                |

## Premiações
Prêmios recebidos pelo GRES Unidos de Cosmos.
| Ano  | Prêmio               | Categoria / premiados                                         | Divisão | Referência    |
| ---- | -------------------- | ------------------------------------------------------------- | ------- | ------------- |
| 2005 | Troféu Jorge Lafond  | Ala de passistas                                              | Grupo D | [ 50 ]        |
| 2006 | Troféu Jorge Lafond  | Porta-bandeira                                                | Grupo D | [ 51 ]        |
| 2007 | Troféu Jorge Lafond  | Rainha de bateria                                             | Grupo D | [ 52 ]        |
| 2008 | Troféu Jorge Lafond  | Comissão de frente                                            | Grupo D | [ 53 ]        |
| 2011 | Prêmio Samba Show    | (samba-enredo e intérprete)                                   | Série D | [ 11 ]        |
| 2012 | Plumas e Paetês      | Compositores (Hugo Tamborim, Laio Lopes, Lelo e Pedro Camilo) | Série D | [ 54 ] [ 55 ] |
| 2013 | Elite do Samba       | (samba-enredo e velha-guarda)                                 | Série D | [ 56 ]        |
| 2013 | Oscar do Samba       | (alegoria)                                                    | Série D | [ 57 ]        |
| 2013 | Prêmio Samba na Veia | (intérprete e mestre-sala e porta-bandeira)                   | Série D | [ 58 ]        |